# Get Rich or Die Tryin' (colonna sonora)
Get Rich or Die Tryin' è il terzo album del rapper 50 Cent, nonché colonna sonora dell'omonimo film che tratta della vita del cantante, campione di incassi negli Stati Uniti, omonimo all'album di debutto del rapper.

## Tracce
| #  | Titolo                                | cantante(i)                                     | Produttore(i)                         | lunghezza | campionamento(i)                   |
| -- | ------------------------------------- | ----------------------------------------------- | ------------------------------------- | --------- | ---------------------------------- |
| 1  | "Hustler's Ambition"                  | 50 Cent                                         | B-Money "B$"                          | 3:57      |                                    |
| 2  | "What If"                             | 50 Cent                                         | Nick Speed                            | 3:05      |                                    |
| 3  | "Things Change"                       | Spider Loc, 50 Cent, Lloyd Banks                | Black Jeruz, Sha Money XL             | 3:59      |                                    |
| 4  | "You Already Know"                    | Lloyd Banks, 50 Cent, Young Buck                | The Outfit                            | 4:15      |                                    |
| 5  | "When Death Becomes You"              | M.O.P., 50 Cent                                 | Kickdrums Productions, Recognize Reel | 3:05      |                                    |
| 6  | "Have a Party"                        | Mobb Deep, 50 Cent, Nate Dogg                   | Fredwreck                             | 3:55      |                                    |
| 7  | "We Both Think Alike"                 | 50 Cent, Olivia                                 | DJ Khalil                             | 3:05      |                                    |
| 8  | "Don't Need No Help"                  | Young Buck                                      | Hi-Tek, J.R. Rotem                    | 2:50      |                                    |
| 9  | "Get Low"                             | Lloyd Banks                                     | All-Star                              | 3:56      |                                    |
| 10 | "Fake Love"                           | Tony Yayo                                       | K.O.                                  | 3:20      |                                    |
| 11 | "Window Shopper"                      | 50 Cent                                         | C. Styles & Sire                      | 3:10      | "Burnin' and Lootin" di Bob Marley |
| 12 | "Born Alone, Die Alone"               | Lloyd Banks                                     | Havoc                                 | 3:00      |                                    |
| 13 | "You a Shooter"                       | Mobb Deep, 50 Cent                              | Sha Money XL                          | 3:05      |                                    |
| 14 | "I Don't Know Officer"                | 50 Cent, Lloyd Banks, Prodigy, Spider Loc, Mase | Jake One                              | 4:32      |                                    |
| 15 | "Talk About Me"                       | 50 Cent                                         | Dr. Dre, Mike Elizondo                | 3:41      |                                    |
| 16 | "When It Rains, It Pours"             | 50 Cent                                         | Dr. Dre, Che Vicious, Mike Elizondo   | 4:02      |                                    |
| 17 | "Best Friend" (bonus track)           | 50 Cent                                         | Hi-Tek                                | 4:11      |                                    |
| 18 | "I'll Whip Ya Head Boy" (bonus track) | 50 Cent, Young Buck                             | Ron Browz                             | 3:56      |                                    |